# Волапик
Волапик (Volapük) је плански језик предложен 1879. године за међународни други језик.

## Историја
Године 1879. немачки калуђер, Јохан Мартин Шлејер (Johann Martin Schleyer) објавио је пројекат новог језика за употребу у целом свету, како рече: по савету Бога. Идеја је постала популарна, и нови језик волапик стиче више од стотинак хиљада присталица у Европи и Америци. Већ 1889. постојало је 316 уџбеника на 25 језика, 283 клубова, и 25 новина и часописа на том језику.
Насупрот том раном успеху, после десетак година покрет се распада због борбе за превласт у покрету, као и због разних реформских покушаја. Већина присталица идеје о Међународном језику прелази у табор оснивача есперантског покрета (почев од 1887), и данас само неколико десетина претежно старих активиста познаје или говори овај језик.
Године 1931 Ари де Жон (Arie de Jong) извршио је реформу волапика, коју прихватају скоро сви оновремени волапикисти.
Најзначајније колекције грађе о волапику, данас се налазе у Музеју есперанта у Бечу, la American Philosophical Society (Америчком филозофском друштву) Филаделфија, Пенсилванија, , и Centre de documentation et d'étude sur la langue internationale у Шо де Фонд, Швајцарска.

### Изговор и писање
У волапику пише се латиницом тако да сваком слову одговара једна гласовна вредност. У његовом алфабету не постоје слова q, w, (a у првом пројекту) ни слово r. У следећој листи дата су слова (алфабет) волапика, и гласовне вредности по међународној фонетској транскрипцији:
a [a], ä [ɛ], b [b], c [dʒ] или [tʃ], d [d], e [e], f [f], g [g], h [h], i [i], j [ʃ], k [k], l [l], m [m], n [n], o [o], ö [ø], p [p], r [r], s [s], t [t], u [u], ü [y], v [v], x [ks], y [j], z [ts]
Акцент пада на задњи слог.
Реформа Де Жон-а уводи фонему „р” и мења неколико речи који првобитно имају „л” да би биле препознатљивије.
На пример, „lilöm” (= „киша”, од енглеског „rain”) у реформисаном волапику постало је „rein”.

### Речник
Шлејер је преузео фонд речи из различитих европских језика, често измењене до степена тешког препознавања. На пример, „vol” (свет) и „pük” (језик) потиче од енглеских речи „world” и „speech”. Те су измене имале два основна разлога: Шлејер је избегао уметање сугласника, тешке многима за изговор и избегао је „r”, уместо којег употребљава „l” јер они чији је матерњи језик кинески не разликују те две фонеме. Мада са лингвистичког аспекта неважне „деформације” су добродошле противницима волапика да му се наругају. (Сада „логички” језик ложбан слично деформише речи да би их ускладио са својим логичким правописом).

### Морфологија
Граматика волапика ослања се на правила преузета из индоевропских језика са правилима, која немају изуузетака: граматички облици творе се додавањем на корен речи непроменљивих граматичких додатака, слично као у немачком. Именице имају флексије за 4 падежа: номинатив, генитив, датив и акузатив. Глаголи добијају флексије за време, свршен и несвршен облик, лице, број и (у трећем лицу) за пол субјекта. Множина се добија помоћу наставка „-s”: „ob” = ја, „obs” = ми, итд.
Реформе које је извршио Де Јонг су донекле поједноставиле граматику, избегле су се донекле врсте речи са флексијама за пол код заменица и афикаса.

### Пример
Оченаш:

O Fat obas, kel binol in süls,

paisaludomöz nem ola!

Kömomöd monargän ola!

Jenomöz vil olik,

äs in sül, i su tal.
Bodi obsik vädeliki givolös obes adelo.
E pardolös obes debis obsik,

äs id obs aipardobs debeles obas.
E no obis nindukolös in tentadi,

sod aidalivolös obis de bad.